# Descafeinización

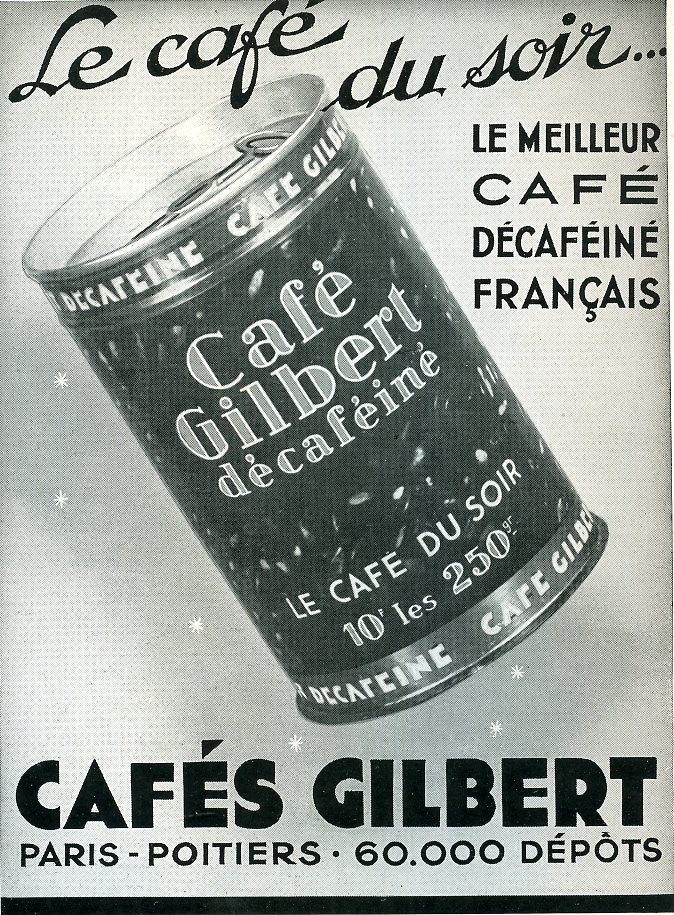
Anuncio publicitario de mediados del para el "Café Gilbert décaféiné", un café descafeinado francés

La descafeinización o descafeinación es el acto de quitar la cafeína del café, mate, cacao, té y otros materiales que contengan cafeína. Pese a que gaseosas sin cafeína son de vez en cuando mencionadas como "descafeinadas", están preparados simplemente eliminando a la cafeína de sus fórmulas de fabricación.
El café contiene más de 400 sustancias químicas que le dan el gusto y el aroma a la bebida final, esto en la práctica quiere decir que ningún proceso físico o reacción química quitarán sólo la cafeína dejando otras sustancias químicas en sus concentraciones originales. 

## Proceso
El proceso de descafeinizacion puede realizarse con tres métodos diferentes:

### Tratamiento con agua
Los granos de café humedecidos se empapan en agua mezclada con extracto de café verde al que se le ha reducido previamente la cafeína, aunque también se realiza el lavado solamente con agua. Un fenómeno de ósmosis atrae la cafeína de la alta concentración de los granos a la baja concentración del disolvente. Los granos ya descafeinados se secan con aire caliente. En cuanto al agua con la cafeína disuelta, se bombea ésta a través de un filtro de carbón activo que absorbe la cafeína, pero deja otros compuestos adicionales que añaden sabor al café, así ya está lista para utilizarse con nuevos granos. Es el agua mezclada con extracto de café verde que se nombraba al inicio.

### Método del cloruro de metileno
Este método emplea cloruro de metileno como disolvente químico. Los granos verdes se humedecen en agua para que la superficie del grano se vuelva porosa, y se dejan en remojo en cloruro de metileno hasta que la cafeína se haya disuelto. El disolvente se elimina mediante un evaporador y después se lavan los granos. Después de ello se secan con aire caliente. El cloruro de metileno se reutiliza para posteriores procesos de descafeinado. 

### Tratamiento con dióxido de carbono
Se hace circular dióxido de carbono entre los granos, dentro de tambores que funcionan a una presión de 250 a 300 atmósferas. A estas presiones, el CO2 adquiere propiedades únicas que le confieren una viscosidad similar a la de un líquido y la capacidad de difusión de un gas, lo que le permite penetrar en los granos y disolver la cafeína. El CO2 rico en cafeína se canaliza a través de un filtro de carbón vegetal que la absorbe, permitiendo que este vuelva al circuito y a los tambores. Los granos ya descafeinados se secan con aire caliente.
De los tres procesos el lavado con cloruro de metileno es el más utilizado por su relación coste/resultado, no obstante, los cafés descafeinados de alta calidad sufren un proceso de descafeinado por dióxido de carbono.
Para su realización se suelen usar frutos de la variedad Coffea arabica cultivados a gran altitud  (SHG en su denominación en inglés) por su baja concentración en cafeína en relación con otras variedades como Coffea canephora que pueden contener el doble de cafeína.

## Historia
Friedlieb Ferdinand Runge realizó el primer aislamiento de la cafeína pura a partir de los granos de café en 1820. Lo hizo esto después de que el poeta Goethe se lo pidiese después de ver su trabajo sobre el extracto de belladona. Aunque Runge pudo aislar el compuesto, no aprendió mucho en cuanto a la química de la propia cafeína, ni intentó utilizar el proceso comercialmente para producir el café descafeinado.
El primer proceso comercialmente acertado de la descafeinización fue inventado por el comerciante alemán Ludwig Roselius y algunos compañeros de trabajo en 1903 y luego patentado en 1906. En 1903, Ludwig tropezó accidentalmente con este método cuando una carga suya de granos de café se empapó con agua de mar y perdió gran parte de su cafeína sin perder mucho gusto. El proceso original de descafeinización implicaba el tratamiento de los granos de café con vapor de diversos ácidos o bases, y luego usando  benceno  para eliminar la cafeína. El café descafeinado de esta manera se vendió como  Kaffee HAG por la empresa Kaffee Handels-Aktien-Gesellschaft  (Compañía de comercio de café) en la mayor parte de Europa, como Café Sanka  en Francia y más tarde como café de la marca  Sanka en los Estados Unidos. Café HAG y Sanka son marcas mundiales de Kraft Foods. Debido a los problemas de salud relacionados con el benceno (que se reconoce hoy como un carcinógeno), el benceno ya no se utiliza como un disolvente comercialmente.